# Andrėj Zyhmantovič
Andrėj Vikenc'evič Zyhmantovič (in bielorusso Андрэй Вікенцьевіч Зыгмантовiч?; in russo Андрей Викентьевич Зыгмантович?, Andrej Vikent'evič Zygmantovič; Minsk, 2 dicembre 1962) è un allenatore di calcio ed ex calciatore bielorusso.

## Carriera

### Calciatore
Svolse gran parte della propria carriera alla Dinamo Minsk affermandosi come titolare durante la stagione 1982, nella quale vinse il campionato sovietico, unico titolo del proprio palmarès. Al termine della stagione 1991 Zygmantovič si trasferì nei Paesi Bassi dove giocò una stagione nel Groningen.
Negli ultimi anni della sua carriera vinse due volte il titolo di calciatore bielorusso dell'anno e giocò con la Dinamo Minsk per poi passare al Racing Santander, squadra in cui terminò la carriera nel 1996.

### Nazionale
Durante la sua carriera Zygmantovič ebbe modo di giocare sia per la rappresentativa sovietica, sia per quella bielorussa: esordì il 28 marzo 1984 in occasione di un incontro amichevole contro la Germania Ovest. Fu convocato per altre trentacinque volte fino al 1990, prendendo parte alla spedizione sovietica al campionato del mondo 1990, durante il quale ebbe modo di segnare una rete durante quella che sarebbe divenuta l'ultima partita della sua carriera con la maglia della nazionale sovietica, contro il Camerun.
A partire dal 1994 fu convocato nella nazionale bielorussa, con la quale giocò tutte le partite valide per le qualificazioni al campionato d'Europa 1996 per un totale di nove presenze fino al 1996.

### Allenatore
Iniziò la carriera di allenatore nel 2001 divenendo tecnico del Naftan Navapolack e della Dinamo Minsk. Dal 2004 al 2006 lavorò invece nello staff della nazionale bielorussa divenendo commissario tecnico della sezione Under 19 quindi nel 2007, dopo una parentesi alla MTZ-RIPO Minsk, accettò l'incarico di tecnico dell'FBK Kaunas.

## Statistiche

### Presenze e reti nei club[1]
| Stagione  | Squadra          | Campionato       | Campionato | Campionato |
| Stagione  | Squadra          | Comp             | Pres       | Reti       |
| --------- | ---------------- | ---------------- | ---------- | ---------- |
| 1981      | Dinamo Minsk     | Superliga        | 5          | -          |
| 1982      | Dinamo Minsk     | Superliga        | 30         | 2          |
| 1983      | Dinamo Minsk     | Superliga        | 30         | 1          |
| 1984      | Dinamo Minsk     | Superliga        | 33         | 5          |
| 1985      | Dinamo Minsk     | Superliga        | 29         | 3          |
| 1986      | Dinamo Minsk     | Superliga        | 29         | 2          |
| 1987      | Dinamo Minsk     | Superliga        | 30         | 2          |
| 1988      | Dinamo Minsk     | Superliga        | 23         | 2          |
| 1989      | Dinamo Minsk     | Superliga        | 29         | 2          |
| 1990      | Dinamo Minsk     | Superliga        | 22         | 1          |
| 1991      | Dinamo Minsk     | Superliga        | 2          | -          |
| 1991-1992 | Groningen        | Eredivisie       | 29         | 2          |
| 1992      | Dinamo Minsk     | Vyšėjšaja Liha   | 8          | -          |
| 1992-1993 | Racing Santander | Segunda División | 8          | -          |
| 1993-1994 | Racing Santander | Primera División | 35         | -          |
| 1994-1995 | Racing Santander | Primera División | 33         | -          |
| 1995-1996 | Racing Santander | Primera División | 13         | -          |

### Cronologia presenze e reti in nazionale

#### Unione Sovietica
| Cronologia completa delle presenze e delle reti in nazionale ― Unione Sovietica | Cronologia completa delle presenze e delle reti in nazionale ― Unione Sovietica | Cronologia completa delle presenze e delle reti in nazionale ― Unione Sovietica | Cronologia completa delle presenze e delle reti in nazionale ― Unione Sovietica | Cronologia completa delle presenze e delle reti in nazionale ― Unione Sovietica | Cronologia completa delle presenze e delle reti in nazionale ― Unione Sovietica | Cronologia completa delle presenze e delle reti in nazionale ― Unione Sovietica | Cronologia completa delle presenze e delle reti in nazionale ― Unione Sovietica |
| Data                                                                            | Città                                                                           | In casa                                                                         | Risultato                                                                       | Ospiti                                                                          | Competizione                                                                    | Reti                                                                            | Note                                                                            |
| ------------------------------------------------------------------------------- | ------------------------------------------------------------------------------- | ------------------------------------------------------------------------------- | ------------------------------------------------------------------------------- | ------------------------------------------------------------------------------- | ------------------------------------------------------------------------------- | ------------------------------------------------------------------------------- | ------------------------------------------------------------------------------- |
| 28-3-1984                                                                       | Hannover                                                                        | Germania Ovest                                                                  | 2 – 1                                                                           | Unione Sovietica                                                                | Amichevole                                                                      | -                                                                               | Ammonizione                                                                     |
| 15-5-1984                                                                       | Kouvola                                                                         | Finlandia                                                                       | 1 – 3                                                                           | Unione Sovietica                                                                | Amichevole                                                                      | -                                                                               |                                                                                 |
| 2-6-1984                                                                        | Londra                                                                          | Inghilterra                                                                     | 0 – 2                                                                           | Unione Sovietica                                                                | Amichevole                                                                      | -                                                                               | 20’                                                                             |
| 19-8-1984                                                                       | San Pietroburgo                                                                 | Unione Sovietica                                                                | 3 – 0                                                                           | Messico                                                                         | Amichevole                                                                      | -                                                                               | Ammonizione                                                                     |
| 12-9-1984                                                                       | Dublino                                                                         | Irlanda                                                                         | 1 – 0                                                                           | Unione Sovietica                                                                | Qual. Mondiali 1986                                                             | -                                                                               | 35’                                                                             |
| 10-10-1984                                                                      | Oslo                                                                            | Norvegia                                                                        | 1 – 1                                                                           | Unione Sovietica                                                                | Qual. Mondiali 1986                                                             | -                                                                               | 46’                                                                             |
| 21-1-1985                                                                       | Kochi                                                                           | Cina                                                                            | 2 – 3                                                                           | Unione Sovietica                                                                | Amichevole                                                                      | -                                                                               | 55’                                                                             |
| 25-1-1985                                                                       | Kochi                                                                           | Jugoslavia                                                                      | 2 – 1                                                                           | Unione Sovietica                                                                | Amichevole                                                                      | -                                                                               | 46’                                                                             |
| 28-1-1985                                                                       | Kochi                                                                           | Iran                                                                            | 0 – 2                                                                           | Unione Sovietica                                                                | Amichevole                                                                      | 1                                                                               |                                                                                 |
| 2-2-1985                                                                        | Kochi                                                                           | Marocco                                                                         | 0 – 1                                                                           | Unione Sovietica                                                                | Amichevole                                                                      | -                                                                               |                                                                                 |
| 4-2-1985                                                                        | Kochi                                                                           | Unione Sovietica                                                                | 2 – 1                                                                           | Jugoslavia                                                                      | Amichevole                                                                      | -                                                                               | 60’                                                                             |
| 27-3-1985                                                                       | Tbilisi                                                                         | Unione Sovietica                                                                | 2 – 0                                                                           | Austria                                                                         | Amichevole                                                                      | -                                                                               | 63’                                                                             |
| 17-4-1985                                                                       | Berna                                                                           | Svizzera                                                                        | 2 – 2                                                                           | Unione Sovietica                                                                | Qual. Mondiali 1986                                                             | -                                                                               | 71’                                                                             |
| 5-6-1985                                                                        | Copenaghen                                                                      | Danimarca                                                                       | 4 – 2                                                                           | Unione Sovietica                                                                | Qual. Mondiali 1986                                                             | -                                                                               | 23’                                                                             |
| 7-8-1985                                                                        | Mosca                                                                           | Unione Sovietica                                                                | 2 – 0                                                                           | Romania                                                                         | Amichevole                                                                      | -                                                                               |                                                                                 |
| 28-8-1985                                                                       | Mosca                                                                           | Unione Sovietica                                                                | 1 – 0                                                                           | Germania Ovest                                                                  | Amichevole                                                                      | 1                                                                               |                                                                                 |
| 22-1-1986                                                                       | Las Palmas                                                                      | Spagna                                                                          | 2 – 0                                                                           | Unione Sovietica                                                                | Amichevole                                                                      | -                                                                               | 51’                                                                             |
| 19-2-1986                                                                       | Città del Messico                                                               | Messico                                                                         | 1 – 0                                                                           | Unione Sovietica                                                                | Amichevole                                                                      | -                                                                               | 65’                                                                             |
| 17-8-1988                                                                       | Turku                                                                           | Finlandia                                                                       | 0 – 0                                                                           | Unione Sovietica                                                                | Amichevole                                                                      | -                                                                               | 70’                                                                             |
| 21-9-1988                                                                       | Düsseldorf                                                                      | Germania Est                                                                    | 1 – 0                                                                           | Unione Sovietica                                                                | Amichevole                                                                      | -                                                                               |                                                                                 |
| 19-10-1988                                                                      | Kiev                                                                            | Unione Sovietica                                                                | 2 – 0                                                                           | Austria                                                                         | Qual. Mondiali 1990                                                             | -                                                                               |                                                                                 |
| 21-11-1988                                                                      | Damasco                                                                         | Siria                                                                           | 0 – 2                                                                           | Unione Sovietica                                                                | Amichevole                                                                      | -                                                                               |                                                                                 |
| 23-11-1988                                                                      | Al Kuwait                                                                       | Kuwait                                                                          | 0 – 1                                                                           | Unione Sovietica                                                                | Amichevole                                                                      | -                                                                               |                                                                                 |
| 27-11-1988                                                                      | Al Kuwait                                                                       | Kuwait                                                                          | 0 – 2                                                                           | Unione Sovietica                                                                | Amichevole                                                                      | 1                                                                               |                                                                                 |
| 21-2-1989                                                                       | Sofia                                                                           | Bulgaria                                                                        | 1 – 2                                                                           | Unione Sovietica                                                                | Amichevole                                                                      | -                                                                               | 70’                                                                             |
| 22-3-1989                                                                       | Eindhoven                                                                       | Paesi Bassi                                                                     | 2 – 0                                                                           | Unione Sovietica                                                                | Qual. Mondiali 1990                                                             | -                                                                               | 64’                                                                             |
| 23-8-1989                                                                       | Lubin                                                                           | Polonia                                                                         | 1 – 1                                                                           | Unione Sovietica                                                                | Amichevole                                                                      | -                                                                               |                                                                                 |
| 15-11-1989                                                                      | Sinferopoli                                                                     | Unione Sovietica                                                                | 2 – 0                                                                           | Turchia                                                                         | Qual. Mondiali 1990                                                             | -                                                                               |                                                                                 |
| 20-2-1990                                                                       | Los Angeles                                                                     | Colombia                                                                        | 0 – 0 dts (4 – 2 dtr)                                                           | Unione Sovietica                                                                | Amichevole                                                                      | -                                                                               |                                                                                 |
| 22-2-1990                                                                       | Los Angeles                                                                     | Costa Rica                                                                      | 1 – 2                                                                           | Unione Sovietica                                                                | Amichevole                                                                      | -                                                                               | 70’                                                                             |
| 24-2-1990                                                                       | Palo Alto                                                                       | Stati Uniti                                                                     | 1 – 3                                                                           | Unione Sovietica                                                                | Amichevole                                                                      | -                                                                               | 74’                                                                             |
| 28-3-1990                                                                       | Kiev                                                                            | Unione Sovietica                                                                | 2 – 1                                                                           | Paesi Bassi                                                                     | Amichevole                                                                      | -                                                                               | 46’                                                                             |
| 25-4-1990                                                                       | Dublino                                                                         | Irlanda                                                                         | 1 – 1                                                                           | Unione Sovietica                                                                | Amichevole                                                                      | -                                                                               |                                                                                 |
| 16-5-1990                                                                       | Ramat Gan                                                                       | Israele                                                                         | 3 – 2                                                                           | Unione Sovietica                                                                | Amichevole                                                                      | -                                                                               | 46’                                                                             |
| 13-6-1990                                                                       | Napoli                                                                          | Argentina                                                                       | 2 – 0                                                                           | Unione Sovietica                                                                | Mondiali 1990 - 1º turno                                                        | -                                                                               | 51’                                                                             |
| 18-6-1990                                                                       | Bari                                                                            | Camerun                                                                         | 0 – 4                                                                           | Unione Sovietica                                                                | Mondiali 1990 - 1º turno                                                        | 1                                                                               |                                                                                 |
| Totale                                                                          |                                                                                 | Presenze                                                                        | 36                                                                              |                                                                                 | Reti                                                                            | 3                                                                               |                                                                                 |

#### Bielorussia
| Cronologia completa delle presenze e delle reti in nazionale ― Bielorussia | Cronologia completa delle presenze e delle reti in nazionale ― Bielorussia | Cronologia completa delle presenze e delle reti in nazionale ― Bielorussia | Cronologia completa delle presenze e delle reti in nazionale ― Bielorussia | Cronologia completa delle presenze e delle reti in nazionale ― Bielorussia | Cronologia completa delle presenze e delle reti in nazionale ― Bielorussia | Cronologia completa delle presenze e delle reti in nazionale ― Bielorussia | Cronologia completa delle presenze e delle reti in nazionale ― Bielorussia |
| Data                                                                       | Città                                                                      | In casa                                                                    | Risultato                                                                  | Ospiti                                                                     | Competizione                                                               | Reti                                                                       | Note                                                                       |
| -------------------------------------------------------------------------- | -------------------------------------------------------------------------- | -------------------------------------------------------------------------- | -------------------------------------------------------------------------- | -------------------------------------------------------------------------- | -------------------------------------------------------------------------- | -------------------------------------------------------------------------- | -------------------------------------------------------------------------- |
| 28-10-1992                                                                 | Minsk                                                                      | Bielorussia                                                                | 1 – 1                                                                      | Ucraina                                                                    | Amichevole                                                                 | -                                                                          | cap.                                                                       |
| 7-9-1994                                                                   | Oslo                                                                       | Norvegia                                                                   | 1 – 0                                                                      | Bielorussia                                                                | Qual. Euro 1996                                                            | -                                                                          | cap.                                                                       |
| 12-10-1994                                                                 | Minsk                                                                      | Bielorussia                                                                | 2 – 0                                                                      | Lussemburgo                                                                | Qual. Euro 1996                                                            | -                                                                          | cap.                                                                       |
| 16-11-1994                                                                 | Minsk                                                                      | Bielorussia                                                                | 0 – 4                                                                      | Norvegia                                                                   | Qual. Euro 1996                                                            | -                                                                          | cap.                                                                       |
| 29-3-1995                                                                  | Ostrava                                                                    | Rep. Ceca                                                                  | 4 – 2                                                                      | Bielorussia                                                                | Qual. Euro 1996                                                            | -                                                                          | cap. 53’                                                                   |
| 26-4-1995                                                                  | Minsk                                                                      | Bielorussia                                                                | 1 – 1                                                                      | Malta                                                                      | Qual. Euro 1996                                                            | -                                                                          | cap.                                                                       |
| 7-6-1995                                                                   | Minsk                                                                      | Bielorussia                                                                | 1 – 0                                                                      | Paesi Bassi                                                                | Qual. Euro 1996                                                            | -                                                                          | cap.                                                                       |
| 6-9-1995                                                                   | Rotterdam                                                                  | Paesi Bassi                                                                | 1 – 0                                                                      | Bielorussia                                                                | Qual. Euro 1996                                                            | -                                                                          | cap. 17’                                                                   |
| 12-11-1995                                                                 | Ta' Qali                                                                   | Malta                                                                      | 0 – 2                                                                      | Bielorussia                                                                | Qual. Euro 1996                                                            | -                                                                          | cap. 59’                                                                   |
| Totale                                                                     |                                                                            | Presenze                                                                   | 9                                                                          |                                                                            | Reti                                                                       | 0                                                                          |                                                                            |

## Palmarès

### Calciatore

#### Club
- Campionato sovietico: 1

Dinamo Minsk: 1982

#### Individuali
- Calciatore bielorusso dell'anno: 2

1992, 1994